# Modelo de Heisenberg (quântico)
O modelo de Heisenberg é um modelo mecânico estatístico usado no estudo de pontos críticos e transições de fase de sistemas magnéticos, nos quais os spins dos sistemas magnéticos são tratados mecanicamente quânticos.  No modelo de Ising prototípico, definido em uma rede d-dimensional, em cada sítio da rede, um spin {\displaystyle \sigma _{i}\in \{\pm 1\}} representa um dipolo magnético microscópico para o qual o momento magnético é para cima ou para baixo.  Com exceção do acoplamento entre os momentos do dipolo magnético, existe também uma versão multipolar do modelo de Heisenberg, denominada interação de troca multipolar.